# Decision Coverage
Decision Coverage (DC), is een softwaretesttechniek waarbij met relatief weinig moeite getest wordt.

## Definitie volgens TMap
Volgens TMap (Test Management Approach) garandeert DC dat elke mogelijke uitkomst van een BESLISSING minimaal één keer getest wordt.

## Uitwerking
Voorbeeld: Een medewerker kan worden aangenomen als deze of "de juiste opleiding" heeft of "sympathiek" is.
In formule wordt dat: R = A OF B.
| Juiste opleiding (A) | Sympathiek (B) | Uitkomst (R)   |
| -------------------- | -------------- | -------------- |
| 0 (nee)              | 1 (ja)         | 1 (aangenomen) |
| 0 (nee)              | 0 (nee)        | 0 (afgewezen)  |

Andere combinaties zijn uiteraard mogelijk. Bovenstaand voorbeeld geeft aan dat de conditie "juiste opleiding = 1 (ja)" niet wordt afgetest, terwijl wel elke mogelijke uitkomst van de beslissing is gekozen. Dit maakt van Decision Coverage, net als bij Condition Coverage, een zwakke dekkingsvorm. 